# 2016-os Apertura mexikói labdarúgó-bajnokság (első osztály)
A mexikói labdarúgó-bajnokság első osztályának 2016-os Apertura szezonja 18 csapat részvételével 2016. július 15-én kezdődött és december 25-ig tartott. A bajnokságot a monterreyi Tigres de la UANL nyerte meg, amelynek ez volt az 5. győzelme. A második helyen a fővárosi Club América végzett, a bajnoksággal párhuzamosan zajló kupát a Querétaro hódította el.

## Előzmények
Az előző szezont, a 2016-os Clausurát a Pachuca nyerte meg. A másodosztályba kiesett a Dorados de Sinaloa, az első osztályba feljutott a Necaxa.

## Csapatok
| Csapat           | Város              | Állam              | Stadion                | Edző (a szezon elején) |
| ---------------- | ------------------ | ------------------ | ---------------------- | ---------------------- |
| América          | Mexikóváros        | Szövetségi kerület | Azteca                 | Ignacio Ambriz         |
| Atlas            | Guadalajara        | Jalisco            | Jalisco                | José Guadalupe Cruz    |
| Chiapas          | Tuxtla Gutiérrez   | Chiapas            | Víctor Manuel Reyna    | José Saturnino Cardozo |
| Cruz Azul        | Mexikóváros        | Szövetségi Kerület | Azul                   | Tomás Boy              |
| Guadalajara      | Guadalajara        | Jalisco            | Omnilife               | Matías Almeyda         |
| León             | León               | Guanajuato         | León                   | Luis Fernando Tena     |
| Monarcas Morelia | Morelia            | Michoacán          | Morelos                | Enrique Meza           |
| Monterrey        | Monterrey          | Új-León            | BBVA Bancomer          | Antonio Mohamed        |
| Necaxa           | Aguascalientes     | Aguascalientes     | Victoria               | Alfonso Sosa           |
| Pachuca          | Pachuca de Soto    | Hidalgo            | Hidalgo                | Diego Alonso           |
| Puebla           | Puebla de Zaragoza | Puebla             | Cuauhtémoc             | Ricardo Valiño         |
| Pumas            | Mexikóváros        | Szövetségi Kerület | Olímpico Universitario | Francisco Palencia     |
| Querétaro        | Querétaro          | Querétaro          | Corregidora            | Víctor Manuel Vucetich |
| Santos Laguna    | Torreón            | Coahuila           | TSM Corona             | Luis Zubeldía          |
| Tigres           | Monterrey          | Új-León            | Universitario          | Ricardo Ferretti       |
| Tijuana          | Tijuana            | Alsó-Kalifornia    | Caliente               | Miguel Herrera         |
| Toluca           | Toluca de Lerdo    | México             | Nemesio Díez           | Hernán Cristante       |
| Veracruz         | Veracruz           | Veracruz           | Luis de la Fuente      | Pablo Marini           |

## Az alapszakasz végeredménye
Az alapszakasz 17 fordulóból állt, az első nyolc jutott be a rájátszásba.
| #   | Csapat          | M  | GY | D | V  | G+ – G– | GK  | P  | Megjegyzések |
| --- | --------------- | -- | -- | - | -- | ------- | --- | -- | ------------ |
| 1.  | Tijuana         | 17 | 10 | 3 | 4  | 25–13   | +12 | 33 |              |
| 2.  | Pachuca         | 17 | 9  | 4 | 4  | 36–21   | +15 | 31 |              |
| 3.  | Tigres          | 17 | 8  | 6 | 3  | 22–13   | +9  | 30 |              |
| 4.  | Guadalajara     | 17 | 8  | 4 | 5  | 21–17   | +4  | 28 |              |
| 5.  | América         | 17 | 7  | 7 | 3  | 29–26   | +3  | 28 |              |
| 6.  | Pumas           | 17 | 8  | 3 | 6  | 28–22   | +6  | 27 |              |
| 7.  | Necaxa          | 17 | 6  | 8 | 3  | 24–18   | +6  | 26 |              |
| 8.  | León            | 17 | 7  | 5 | 5  | 25–25   | 0   | 26 |              |
| 9.  | Monterrey       | 17 | 6  | 7 | 4  | 30–21   | +9  | 25 |              |
| 10. | Toluca          | 17 | 6  | 6 | 5  | 22–21   | +1  | 24 |              |
| 11. | Querétaro (KGY) | 17 | 5  | 5 | 7  | 20–24   | −4  | 20 |              |
| 12. | Puebla          | 17 | 5  | 5 | 7  | 25–30   | −5  | 20 |              |
| 13. | Morelia         | 17 | 5  | 5 | 7  | 28–34   | −6  | 20 |              |
| 14. | Cruz Azul       | 17 | 4  | 7 | 6  | 25–23   | +2  | 19 |              |
| 15. | Atlas           | 17 | 4  | 7 | 6  | 21–25   | −4  | 19 |              |
| 16. | Santos          | 17 | 4  | 4 | 9  | 19–30   | −11 | 16 |              |
| 17. | Veracruz        | 17 | 3  | 3 | 11 | 22–38   | −16 | 12 |              |
| 18. | Chiapas         | 17 | 2  | 3 | 12 | 9–30    | −21 | 9  |              |

Utolsó frissítés: 2016. november 21. 
Forrás: A bajnokság hivatalos honlapja 
A rangsorolás alapszabályai: 1. összpontszám, 2. egymás elleni eredmények összpontszáma, 3. gólkülönbség, 4. szerzett gólok száma.
(B): Bajnokcsapat, (K): Kieső csapat, (F): Feljutó csapat, (I): Kupainduló, (R): A rájátszás győztese, (KGY): Kupagyőztes

## Rájátszás
A döntő kivételével az a szabály, hogy ha a két meccs összesítve döntetlen, és az idegenbeli gól is egyenlő, akkor nincs hosszabbítás és tizenegyespárbaj, hanem az a csapat jut tovább, amelyik az alapszakaszban jobb helyen végzett.
A negyeddöntők első mérkőzéseit november 23-án és 24-én, a visszavágókat 26-án és 27-én játszották, az elődöntőkre november 30-án és december 1-én, valamint december 3-án és 4-én került sor. A döntő első mérkőzése december 22-én, a visszavágó 25-én volt.
|  | Negyeddöntők | Negyeddöntők | Negyeddöntők | Negyeddöntők | Negyeddöntők |   |         | Elődöntők | Elődöntők | Elődöntők | Elődöntők | Elődöntők |  |  | Döntő | Döntő | Döntő | Döntő | Döntő |  |
|  |              |              |              |              |              |   |         |           |           |           |           |           |  |  |       |       |       |       |       |  |
|  | Necaxa       | Necaxa       | 2            | 0            | 2            |   |         |           |           |           |           |           |  |  |       |       |       |       |       |  |
|  | Necaxa       | Necaxa       | 2            | 0            | 2            |   |         |           |           |           |           |           |  |  |       |       |       |       |       |  |
|  | Pachuca      | Pachuca      | 1            | 0            | 1            |   |         |           |           |           |           |           |  |  |       |       |       |       |       |  |
|  | Pachuca      | Pachuca      | 1            | 0            | 1            |   | Necaxa  | Necaxa    | 1         | 0         | 1         |           |  |  |       |       |       |       |       |  |
|  |              |              |              |              |              |   | Necaxa  | Necaxa    | 1         | 0         | 1         |           |  |  |       |       |       |       |       |  |
|  |              |              | América      | América      | 1            | 2 | 3       |           |           |           |           |           |  |  |       |       |       |       |       |  |
|  | América      | América      | América      | América      | 1            | 2 | 3       | 1         | 1         | 2         |           |           |  |  |       |       |       |       |       |  |
|  | América      | América      |              |              |              |   |         |           |           | 2         |           |           |  |  |       |       |       |       |       |  |
|  | Guadalajara  | Guadalajara  | 1            | 0            | 1            |   |         |           |           |           |           |           |  |  |       |       |       |       |       |  |
|  | Guadalajara  | Guadalajara  | 1            | 0            | 1            |   | América | América   | 1         | 1         | 2 (2)     |           |  |  |       |       |       |       |       |  |
|  |              |              |              |              |              |   |         |           |           |           |           |           |  |  |       |       |       |       |       |  |
|  |              |              | Tigres       | Tigres       | 1            | 1 | 2 (5)   |           |           |           |           |           |  |  |       |       |       |       |       |  |
|  | León         | León         | Tigres       | Tigres       | 1            | 1 | 2 (5)   | 3         | 2         | 5         |           |           |  |  |       |       |       |       |       |  |
|  | León         | León         |              |              |              |   |         |           |           | 5         |           |           |  |  |       |       |       |       |       |  |
|  | Tijuana      | Tijuana      | 0            | 3            | 3            |   |         |           |           |           |           |           |  |  |       |       |       |       |       |  |
|  | Tijuana      | Tijuana      | 0            | 3            | 3            |   | León    | León      | 0         | 1         | 1         |           |  |  |       |       |       |       |       |  |
|  |              |              |              |              |              |   | León    | León      | 0         | 1         | 1         |           |  |  |       |       |       |       |       |  |
|  |              |              | Tigres       | Tigres       | 1            | 2 | 3       |           |           |           |           |           |  |  |       |       |       |       |       |  |
|  | Pumas        | Pumas        | Tigres       | Tigres       | 1            | 2 | 3       | 2         | 0         | 2         |           |           |  |  |       |       |       |       |       |  |
|  | Pumas        | Pumas        |              |              |              |   |         |           |           | 2         |           |           |  |  |       |       |       |       |       |  |
|  | Tigres       | Tigres       | 2            | 5            | 7            |   |         |           |           |           |           |           |  |  |       |       |       |       |       |  |

## Együttható-táblázat
Az együttható-táblázat a csapatok (a jelenlegit is beleszámítva) utolsó öt első osztályú szezonjának alapszakaszában elért pontok átlagát tartalmazza négy tizedesre kerekítve, de ha egy csapat időközben volt másodosztályú is, akkor az az előtti időszak eredményei nincsenek benne. Mivel ez a szezon Apertura, ezért nem esik ki egyik csapat sem, de majd a 2017-es Clausurában ez alapján a táblázat alapján dől el, melyik lesz a kieső csapat.
| Csapat      | Összpontszám | Mérkőzések | Együttható |
| ----------- | ------------ | ---------- | ---------- |
| América     | 145          | 85         | 1,7059     |
| Tigres      | 142          | 85         | 1,6706     |
| Monterrey   | 136          | 85         | 1,6000     |
| Pachuca     | 132          | 85         | 1,5529     |
| Toluca      | 131          | 85         | 1,5412     |
| Necaxa      | 26           | 17         | 1,5294     |
| Pumas       | 130          | 85         | 1,5294     |
| León        | 124          | 85         | 1,4588     |
| Guadalajara | 119          | 85         | 1,4000     |
| Tijuana     | 112          | 85         | 1,3176     |
| Atlas       | 109          | 85         | 1,2824     |
| Santos      | 108          | 85         | 1,2706     |
| Querétaro   | 108          | 85         | 1,2706     |
| Cruz Azul   | 107          | 85         | 1,2588     |
| Puebla      | 105          | 85         | 1,2353     |
| Chiapas     | 98           | 85         | 1,1529     |
| Veracruz    | 96           | 85         | 1,1294     |
| Morelia     | 94           | 85         | 1,1059     |

## Eredmények

### Alapszakasz

#### Fordulónként

##### 1. forduló
| Dátum (mexikói idő) | Mérkőzés             | Eredmény |
| ------------------- | -------------------- | -------- |
| 2016. július 15.    | Tijuana – Morelia    | 2–0      |
| 2016. július 16.    | Querétaro – Veracruz | 2–0      |
| 2016. július 16.    | Monterrey – Puebla   | 1–1      |
| 2016. július 16.    | Atlas – Toluca       | 1–1      |
| 2016. július 16.    | Pachuca – León       | 5–1      |
| 2016. július 16.    | Necaxa – Cruz Azul   | 0–0      |
| 2016. július 16.    | América – Chiapas    | 2–0      |
| 2016. július 17.    | Pumas – Guadalajara  | 1–0      |
| 2016. július 17.    | Santos – Tigres      | 0–0      |

##### 2. forduló
| Dátum (mexikói idő) | Mérkőzés                | Eredmény |
| ------------------- | ----------------------- | -------- |
| 2016. július 22.    | Veracruz – Santos       | 2–0      |
| 2016. július 23.    | Chiapas – Pachuca       | 0–2      |
| 2016. július 23.    | Cruz Azul – Pumas       | 0–0      |
| 2016. július 23.    | Tigres – Atlas          | 0–0      |
| 2016. július 23.    | Morelia – Querétaro     | 2–2      |
| 2016. július 23.    | León – Necaxa           | 0–0      |
| 2016. július 23.    | Guadalajara – Monterrey | 1–0      |
| 2016. július 23.    | América – Toluca        | 3–1      |
| 2016. július 24.    | Puebla – Tijuana        | 3–2      |

##### 3. forduló
| Dátum (mexikói idő) | Mérkőzés              | Eredmény |
| ------------------- | --------------------- | -------- |
| 2016. július 29.    | Tijuana – Guadalajara | 4–0      |
| 2016. július 30.    | Querétaro – Puebla    | 2–1      |
| 2016. július 30.    | Monterrey – Cruz Azul | 1–1      |
| 2016. július 30.    | Atlas – Veracruz      | 1–0      |
| 2016. július 30.    | Pachuca – Necaxa      | 1–0      |
| 2016. július 30.    | América – Tigres      | 0–3      |
| 2016. július 31.    | Pumas – León          | 1–0      |
| 2016. július 31.    | Chiapas – Toluca      | 1–0      |
| 2016. július 31.    | Santos – Morelia      | 2–4      |

##### 4. forduló
| Dátum (mexikói idő) | Mérkőzés                | Eredmény |
| ------------------- | ----------------------- | -------- |
| 2016. augusztus 6.  | Cruz Azul – Tijuana     | 1–2      |
| 2016. augusztus 6.  | Morelia – Atlas         | 3–2      |
| 2016. augusztus 6.  | Tigres – Chiapas        | 1–0      |
| 2016. augusztus 6.  | León – Monterrey        | 0–3      |
| 2016. augusztus 6.  | Veracruz – América      | 2–4      |
| 2016. augusztus 6.  | Necaxa – Pumas          | 2–2      |
| 2016. augusztus 6.  | Guadalajara – Querétaro | 0–0      |
| 2016. augusztus 7.  | Toluca – Pachuca        | 2–0      |
| 2016. augusztus 7.  | Puebla – Santos         | 0–0      |

##### 5. forduló
| Dátum (mexikói idő) | Mérkőzés              | Eredmény |
| ------------------- | --------------------- | -------- |
| 2016. augusztus 12. | Tijuana – León        | 2–0      |
| 2016. augusztus 13. | Querétaro – Cruz Azul | 0–0      |
| 2016. augusztus 13. | Monterrey – Necaxa    | 2–1      |
| 2016. augusztus 13. | Atlas – Puebla        | 3–2      |
| 2016. augusztus 13. | Pachuca – Pumas       | 3–0      |
| 2016. augusztus 13. | América – Morelia     | 1–1      |
| 2016. augusztus 14. | Toluca – Tigres       | 0–0      |
| 2016. augusztus 14. | Chiapas – Veracruz    | 1–1      |
| 2016. augusztus 14. | Santos – Guadalajara  | 0–1      |

##### 6. forduló
| Dátum (mexikói idő) | Mérkőzés            | Eredmény |
| ------------------- | ------------------- | -------- |
| 2016. augusztus 19. | Veracruz – Toluca   | 2–2      |
| 2016. augusztus 20. | Cruz Azul – Santos  | 3–1      |
| 2016. augusztus 20. | Tigres – Pachuca    | 4–2      |
| 2016. augusztus 20. | Morelia – Chiapas   | 3–2      |
| 2016. augusztus 20. | León – Querétaro    | 2–1      |
| 2016. augusztus 20. | Necaxa – Tijuana    | 1–1      |
| 2016. augusztus 20. | Guadalajara – Atlas | 2–2      |
| 2016. augusztus 21. | Pumas – Monterrey   | 5–3      |
| 2016. augusztus 21. | Puebla – América    | 2–2      |

##### 7. forduló
| Dátum (mexikói idő) | Mérkőzés              | Eredmény |
| ------------------- | --------------------- | -------- |
| 2016. augusztus 26. | Tijuana – Pumas       | 1–0      |
| 2016. augusztus 27. | Querétaro – Necaxa    | 1–2      |
| 2016. augusztus 27. | Tigres – Veracruz     | 1–1      |
| 2016. augusztus 27. | Atlas – Cruz Azul     | 1–1      |
| 2016. augusztus 27. | Pachuca – Monterrey   | 1–1      |
| 2016. augusztus 27. | América – Guadalajara | 0–3      |
| 2016. augusztus 28. | Toluca – Morelia      | 2–2      |
| 2016. augusztus 28. | Chiapas – Puebla      | 0–3      |
| 2016. augusztus 28. | Santos – León         | 1–0      |

##### 8. forduló
| Dátum (mexikói idő)  | Mérkőzés              | Eredmény |
| -------------------- | --------------------- | -------- |
| 2016. szeptember 9.  | Veracruz – Pachuca    | 1–0      |
| 2016. szeptember 10. | Cruz Azul – América   | 3–4      |
| 2016. szeptember 10. | Monterrey – Tijuana   | 0–0      |
| 2016. szeptember 10. | Morelia – Tigres      | 0–2      |
| 2016. szeptember 10. | León – Atlas          | 4–1      |
| 2016. szeptember 10. | Necaxa – Santos       | 2–1      |
| 2016. szeptember 10. | Guadalajara – Chiapas | 2–0      |
| 2016. szeptember 11. | Pumas – Querétaro     | 4–1      |
| 2016. szeptember 11. | Puebla – Toluca       | 0–2      |

##### 9. forduló
| Dátum (mexikói idő)  | Mérkőzés              | Eredmény |
| -------------------- | --------------------- | -------- |
| 2016. szeptember 16. | Veracruz – Morelia    | 1–3      |
| 2016. szeptember 17. | Toluca – Guadalajara  | 2–1      |
| 2016. szeptember 17. | Querétaro – Monterrey | 1–0      |
| 2016. szeptember 17. | Tigres – Puebla       | 2–1      |
| 2016. szeptember 17. | Atlas – Necaxa        | 0–0      |
| 2016. szeptember 17. | Chiapas – Cruz Azul   | 0–3      |
| 2016. szeptember 17. | Pachuca – Tijuana     | 2–2      |
| 2016. szeptember 17. | América – León        | 0–2      |
| 2016. szeptember 18. | Santos – Pumas        | 3–1      |

##### 10. forduló
| Dátum (mexikói idő)  | Mérkőzés             | Eredmény |
| -------------------- | -------------------- | -------- |
| 2016. szeptember 20. | Morelia – Pachuca    | 1–5      |
| 2016. szeptember 20. | Cruz Azul – Toluca   | 0–1      |
| 2016. szeptember 20. | Guadalajara – Tigres | 0–1      |
| 2016. szeptember 20. | Puebla – Veracruz    | 3–2      |
| 2016. szeptember 20. | Necaxa – América     | 1–1      |
| 2016. szeptember 21. | León – Chiapas       | 0–0      |
| 2016. szeptember 21. | Pumas – Atlas        | 2–0      |
| 2016. szeptember 21. | Monterrey – Santos   | 5–2      |
| 2016. szeptember 21. | Tijuana – Querétaro  | 2–1      |

##### 11. forduló
| Dátum (mexikói idő)  | Mérkőzés               | Eredmény |
| -------------------- | ---------------------- | -------- |
| 2016. szeptember 23. | Veracruz – Guadalajara | 0–1      |
| 2016. szeptember 24. | Chiapas – Necaxa       | 2–2      |
| 2016. szeptember 24. | Tigres – Cruz Azul     | 0–0      |
| 2016. szeptember 24. | Morelia – Puebla       | 2–3      |
| 2016. szeptember 24. | Atlas – Monterrey      | 3–1      |
| 2016. szeptember 24. | Pachuca – Querétaro    | 2–0      |
| 2016. szeptember 24. | América – Pumas        | 2–1      |
| 2016. szeptember 25. | Toluca – León          | 1–1      |
| 2016. szeptember 25. | Santos – Tijuana       | 1–2      |

##### 12. forduló
| Dátum (mexikói idő)  | Mérkőzés              | Eredmény |
| -------------------- | --------------------- | -------- |
| 2016. szeptember 30. | Tijuana – Atlas       | 1–0      |
| 2016. október 1.     | Querétaro – Santos    | 1–1      |
| 2016. október 1.     | Cruz Azul – Veracruz  | 5–3      |
| 2016. október 1.     | Monterrey – América   | 1–1      |
| 2016. október 1.     | León – Tigres         | 3–2      |
| 2016. október 1.     | Necaxa – Toluca       | 3–1      |
| 2016. október 1.     | Guadalajara – Morelia | 2–1      |
| 2016. október 2.     | Pumas – Chiapas       | 1–0      |
| 2016. október 2.     | Puebla – Pachuca      | 1–1      |

##### 13. forduló
| Dátum (mexikói idő) | Mérkőzés             | Eredmény |
| ------------------- | -------------------- | -------- |
| 2016. október 14.   | Veracruz – León      | 2–3      |
| 2016. október 15.   | Chiapas – Monterrey  | 1–4      |
| 2016. október 15.   | Tigres – Necaxa      | 0–2      |
| 2016. október 15.   | Morelia – Cruz Azul  | 1–1      |
| 2016. október 15.   | Atlas – Querétaro    | 2–1      |
| 2016. október 15.   | Pachuca – Santos     | 3–0      |
| 2016. október 15.   | América – Tijuana    | 1–0      |
| 2016. október 16.   | Toluca – Pumas       | 2–1      |
| 2016. október 16.   | Puebla – Guadalajara | 0–2      |

##### 14. forduló
| Dátum (mexikói idő) | Mérkőzés              | Eredmény |
| ------------------- | --------------------- | -------- |
| 2016. október 21.   | Tijuana – Chiapas     | 2–0      |
| 2016. október 22.   | Cruz Azul – Puebla    | 1–2      |
| 2016. október 22.   | Querétaro – América   | 1–1      |
| 2016. október 22.   | Monterrey – Toluca    | 1–1      |
| 2016. október 22.   | León – Morelia        | 3–1      |
| 2016. október 22.   | Necaxa – Veracruz     | 3–2      |
| 2016. október 23.   | Pumas – Tigres        | 1–3      |
| 2016. október 23.   | Santos – Atlas        | 2–2      |
| 2016. október 23.   | Guadalajara – Pachuca | 1–2      |

##### 15. forduló
| Dátum (mexikói idő) | Mérkőzés                | Eredmény |
| ------------------- | ----------------------- | -------- |
| 2016. október 28.   | Veracruz – Pumas        | 1–4      |
| 2016. október 29.   | Chiapas – Querétaro     | 1–2      |
| 2016. október 29.   | Morelia – Necaxa        | 2–1      |
| 2016. október 29.   | Tigres – Monterrey      | 1–1      |
| 2016. október 29.   | Pachuca – Atlas         | 3–2      |
| 2016. október 29.   | América – Santos        | 3–1      |
| 2016. október 29.   | Guadalajara – Cruz Azul | 3–2      |
| 2016. október 30.   | Toluca – Tijuana        | 0–1      |
| 2016. október 30.   | Puebla – León           | 2–2      |

##### 16. forduló
| Dátum (mexikói idő) | Mérkőzés             | Eredmény |
| ------------------- | -------------------- | -------- |
| 2016. november 4.   | Tijuana – Tigres     | 0–1      |
| 2016. november 5.   | Cruz Azul – Pachuca  | 2–1      |
| 2016. november 5.   | Querétaro – Toluca   | 2–3      |
| 2016. november 5.   | Monterrey – Veracruz | 4–0      |
| 2016. november 5.   | Atlas – América      | 1–1      |
| 2016. november 5.   | León – Guadalajara   | 1–1      |
| 2016. november 5.   | Necaxa – Puebla      | 3–1      |
| 2016. november 6.   | Pumas – Morelia      | 1–1      |
| 2016. november 6.   | Santos – Chiapas     | 2–0      |

##### 17. forduló
| Dátum (mexikói idő) | Mérkőzés             | Eredmény |
| ------------------- | -------------------- | -------- |
| 2016. november 18.  | Veracruz – Tijuana   | 2–1      |
| 2016. november 19.  | Chiapas – Atlas      | 1–0      |
| 2016. november 19.  | Cruz Azul – León     | 2–3      |
| 2016. november 19.  | Tigres – Querétaro   | 1–2      |
| 2016. november 19.  | Morelia – Monterrey  | 1–2      |
| 2016. november 19.  | Pachuca – América    | 3–3      |
| 2016. november 19.  | Guadalajara – Necaxa | 1–1      |
| 2016. november 20.  | Toluca – Santos      | 1–2      |
| 2016. november 20.  | Puebla – Pumas       | 0–3      |

#### Kereszttábla
| Hazai \ Vendég1 | AMÉ | ATL | CHI | CRZ | GUA | LEÓ | MTY | MOR | NEC | PAC | PUE | PUM | QUE | SAN | TIG | TIJ | TOL | VER |
| América         |     |     | 2–0 |     | 0–3 | 0–2 |     | 1–1 |     |     |     | 2–1 |     | 3–1 | 0–3 | 1–0 | 3–1 |     |
| Atlas           | 1–1 |     |     | 1–1 |     |     | 3–1 |     | 0–0 |     | 3–2 |     | 2–1 |     |     |     | 1–1 | 1–0 |
| Chiapas         |     | 1–0 |     | 0–3 |     |     | 1–4 |     | 2–2 | 0–2 | 0–3 |     | 1–2 |     |     |     | 1–0 | 1–1 |
| Cruz Azul       | 3–4 |     |     |     |     | 2–3 |     |     |     | 2–1 | 1–2 | 0–0 |     | 3–1 |     | 1–2 | 0–1 | 5–3 |
| Guadalajara     |     | 2–2 | 2–0 | 3–2 |     |     | 1–0 | 2–1 | 1–1 | 1–2 |     |     | 0–0 |     | 0–1 |     |     |     |
| León            |     | 4–1 | 0–0 |     | 1–1 |     | 0–3 | 3–1 | 0–0 |     |     |     | 2–1 |     | 3–2 |     |     |     |
| Monterrey       | 1–1 |     |     | 1–1 |     |     |     |     | 2–1 |     | 1–1 |     |     | 5–2 |     | 0–0 | 1–1 | 4–0 |
| Morelia         |     | 3–2 | 3–2 | 1–1 |     |     | 1–2 |     | 2–1 | 1–5 | 2–3 |     | 2–2 |     | 0–2 |     |     |     |
| Necaxa          | 1–1 |     |     | 0–0 |     |     |     |     |     |     | 3–1 | 2–2 |     | 2–1 |     | 1–1 | 3–1 | 3–2 |
| Pachuca         | 3–3 | 3–2 |     |     |     | 5–1 | 1–1 |     | 1–0 |     |     | 3–0 | 2–0 | 3–0 |     | 2–2 |     |     |
| Puebla          | 2–2 |     |     |     | 0–2 | 2–2 |     |     |     | 1–1 |     | 0–3 |     | 0–0 |     | 3–2 | 0–2 | 3–2 |
| Pumas           |     | 2–0 | 1–0 |     | 1–0 | 1–0 | 5–3 | 1–1 |     |     |     |     | 4–1 |     | 1–3 |     |     |     |
| Querétaro       | 1–1 |     |     | 0–0 |     |     | 1–0 |     | 1–2 |     | 2–1 |     |     | 1–1 |     |     | 2–3 | 2–0 |
| Santos          |     | 2–2 | 2–0 |     | 0–1 | 1–0 |     | 2–4 |     |     |     | 3–1 |     |     | 0–0 | 1–2 |     |     |
| Tigres          |     | 0–0 | 1–0 | 0–0 |     |     | 1–1 |     | 0–2 | 4–2 | 2–1 |     | 1–2 |     |     |     |     | 1–1 |
| Tijuana         |     | 1–0 | 2–0 |     | 4–0 | 2–0 |     | 2–0 |     |     |     | 1–0 | 2–1 |     | 0–1 |     |     |     |
| Toluca          |     |     |     |     | 2–1 | 1–1 |     | 2–2 |     | 2–0 |     | 2–1 |     | 1–2 | 0–0 | 0–1 |     |     |
| Veracruz        | 2–4 |     |     |     | 0–1 | 2–3 |     | 1–3 |     | 1–0 |     | 1–4 |     | 2–0 |     | 2–1 | 2–2 |     |

Utolsó felvett mérkőzés dátuma: 2016. november 20. 
Forrás: A bajnokság hivatalos honlapja 
1A hazai csapatok a bal oldali oszlopban szerepelnek.
Színek: Zöld = hazai győzelem; Sárga = döntetlen; Piros = vendéggyőzelem.
 

## Góllövőlista
Az alábbi lista a legalább 4 gólt szerző játékosokat tartalmazza.
- 12 gólos:
  -  Mauro Boselli (León)
  -  Dayro Moreno (Tijuana)
- 11 gólos:
  -  Raúl Ruidíaz (Morelia)
  -  André-Pierre Gignac (Tigres)
- 10 gólos:
  -  Silvio Ezequiel Romero (América)
  -  Rogelio Funes Mori (Monterrey)
- 9 gólos:
  -  Edson Puch (Necaxa)
  -  Franco Jara (Pachuca)
- 8 gólos:
  -  Matías Alustiza (Puebla)
  -  Ismael Sosa (Tigres)
- 7 gólos:
  -  Hirving Lozano (Pachuca)
  -  Matías Britos (Pumas)
  -  Camilo Sanvezzo (Querétaro)
  -  Fernando Uribe (Toluca)
- 6 gólos:
  -  Oribe Peralta (América)
  -  Dorlan Pabón (Monterrey)
  -  Álvaro Navarro (Puebla)
  -  Pablo Barrera (Pumas)
  -  Carlos Izquierdoz (Santos)
  -  Jonathan Javier Rodríguez (Santos)
  -  Julio César Furch (Veracruz)
- 5 gólos:
  -  Martín Barragán (Atlas)
  -  Christian Giménez (Cruz Azul)
  -  Ángel Zaldívar (Guadalajara)
  -  Germán Cano (León)
  -  Luis Montes (León)
- 4 gólos:
  -  William Fernando da Silva (América)
  -  Michael Arroyo (América)
  -  Joao Rojas (Cruz Azul)
  -  Jorge Benítez (Cruz Azul)
  -  Alan Pulido (Guadalajara)
  -  Isaac Brizuela (Guadalajara)
  -  Fabián Espíndola (Necaxa)
  -  Luis Felipe Gallegos (Necaxa)
  -  Jonathan Urretaviscaya (Pachuca)
  -  Abraham González Casanova (Pumas)
  -  Lucas Zelarayán (Tigres)
  -  Avilés Hurtado (Tijuana)
  -  Gabriel Hauche (Tijuana)
  -  Enrique Triverio (Toluca)
  -  Pablo Barrientos (Toluca)
  -  Gabriel Peñalba (Veracruz)

## Sportszerűségi táblázat
A következő táblázat a csapatok játékosai által az alapszakasz során kapott lapokat tartalmazza. Egy kiállítást nem érő sárga lapért 1, egy kiállításért 3 pont jár. A csapatok növekvő pontsorrendben szerepelnek, így az első helyezett a legsportszerűbb közülük. Ha több csapat pontszáma, gólkülönbsége, összes és idegenben rúgott góljainak száma és a klubok együtthatója is egyenlő, egymás elleni eredményük pedig döntetlen, akkor helyezésüket a sportszerűségi táblázat alapján döntik el.
| Csapat           | Sárga lap | sárga lap · 2. sárga lap · kiállítva | kiállítva | Pontszám |
| ---------------- | --------- | ------------------------------------ | --------- | -------- |
| Chiapas Jaguar   | 23        | 0                                    | 0         | 23       |
| Monarcas Morelia | 32        | 0                                    | 2         | 38       |
| Pachuca          | 35        | 0                                    | 2         | 41       |
| León             | 30        | 0                                    | 4         | 42       |
| Pumas            | 37        | 0                                    | 2         | 43       |
| Tigres           | 35        | 0                                    | 3         | 44       |
| Santos Laguna    | 36        | 0                                    | 3         | 45       |
| Atlas            | 39        | 0                                    | 2         | 45       |
| Tijuana          | 46        | 0                                    | 0         | 46       |
| CD Guadalajara   | 40        | 0                                    | 2         | 46       |
| Necaxa           | 41        | 0                                    | 2         | 47       |
| Cruz Azul        | 32        | 0                                    | 5         | 47       |
| Toluca           | 41        | 0                                    | 2         | 47       |
| Querétaro        | 41        | 0                                    | 2         | 47       |
| Monterrey        | 43        | 0                                    | 2         | 49       |
| América          | 45        | 0                                    | 3         | 54       |
| Puebla           | 41        | 0                                    | 7         | 62       |
| Veracruz         | 48        | 0                                    | 8         | 72       |